# Borsáti Ferenc
Borsáti Ferenc (pápai) (17. század) tanár.

## Élete
A nagyváradi gimnáziumban a poétai osztály tanára volt. Nyomtatásban megjelent munkái:
- Metamorphosis ill. Sigismundi Rákóczi. Varadini, 1656. Ezzel együtt nyomtatva, de külön címlappal:
- Változása az néhai Rákóczi Zsigmondnak. Uo. 1656. (Egy csonka példány a kolozsvári református kollégium könyvtárában; a magyar rész az Országos Széchényi Könyvtárban is megvan, de szintén csonka. Ismerteti a Magyar Könyvszemle XII. 1887.) Nevét Borsáti P. Ferencnek írta.

„A magyar nyelvű református színjátszás talán a mozgékony váradi puritánusok körében vert leghamarabb gyökeret. Borsáti Ferenc váradi tanár Metamorphosis ... Sigismundi Rákóczi (Várad 1656) című latin ünnepi játékának megírta ugyanis magyar változatát: Változása ... Rákóczi Zsigmondnak; azaz: az ő ... tündöklő életének és boldogul e világból való kimúlásának poetica inventióval való leírása. Borsáti műve ugyan inkább az udvari reprezentáció világába tartozó deklamáció, előadása azonban az iskolai színjátszás iránti fogékonyságra mutat.”